# Ophthalmitis lectularia
Ophthalmitis lectularia är en fjärilsart som beskrevs av Swinhoe 1891. Ophthalmitis lectularia ingår i släktet Ophthalmitis och familjen mätare. Inga underarter finns listade i Catalogue of Life.